# Île High (Michigan)
L'île High est une île située dans le lac Michigan qui fait partie de l'archipel de l'île Beaver. Elle couvre une superficie de 14,14 km2. Elle est la propriété de l'État du Michigan et gérée par le ministère des Ressources naturelles du Michigan.